# NGC 2452
NGC 2452是一个位于船尾座的行星状星云，1847年由約翰·赫歇爾首次发现。NGC 2452距离地球约15000光年，年龄为4万至5万年间。NGC 2452的中心星为WO1型，前身的质量约为7 M☉，接近形成行星状星云的上限。